# Geza Erniša
Geza Erniša, slovenski evangeličanski duhovnik, prvi škof evangeličanske cerkve na Slovenskem * 1. februar 1952, Tešanovci; † 1. junij 2022, Murska Sobota.

## Življenje in delo
Rodil se je in odraščal v kmečki družini v Prekmurju. Oče mu je bil gostilničar Jožef, mati mu je bila gostilničarka Gizela (roj. Grabar). V rojstni vasi je obiskoval prve štiri razrede osnovne šole, preostale štiri pa na osnovni šoli v Bogojini. Srednjo šolo je končal v Novem Sadu, v Srbiji. Na prigovarjanje inšpektorja slovenske evangeličanske cerkve Jožeta Kuharja (ki mu je bil tudi svak) se je vpisal v tamkajšnjo srednjo šolo, ki je omogočala nadaljnji študij na bogoslovju. Svetovna luteranska zveza mu je dajala štipendije za teološki študij.
Najprej je bival v Münchenu, kjer je delal v ustanovi Collegium Augustinum. Teološke študije je opravljal na teološki fakulteti Amosa Komenskega na takratnem Češkoslovaškem. V Bratislavi je zaključil tri letnike študija, četrti letnik pa je opravljal na teološki fakulteti v Erlangu, v Nemčiji. Nato je peti letnik spet na bratislavski teološki fakulteti opravljal. Tudi v Bratislavi je diplomiral.
Po diplomi je služil vojsko v Črnomlju, nato je bil kaplan pri Ludviku Novaku v Murski Soboti, potem pri duhovniku Ludviku Jošarju v Bodoncih. Samostojno duhovniško službo je opravljal na evangeličanski župniji v Gornjih Slavečih. V Slavečih je dal postaviti novo župnišče, renoviral cerkev in nabavili nove orgle.
1995 je sodeloval pri ustanovitvi Sveta krščanskih cerkva v Evropi. 2008 pa je bil v Stuttgartu, v Nemčiji izvoljen v svet Svetovne luteranske zveze. Med 1995 in 2001 je bil izvoljen za seniorja slovenske evangeličanske cerkve. Od 2001 je sinoda spremenila naziv seniorja v škof, tako je nastal Erniša prvi slovenski evangeličanski škof. Po prvem šestletnem mandatu je bil spet kandidiran in znovič dobil zaupanje od cerkve. 2013 se je odpovedal tej funkciji.
Leta 2013 mu je predsednik Pahor za njegove zasluge v evangeličanski cerkvi podelil Srebrni red za zasluge.
V času svojega škofovanja se je preselil s svojo družino iz Gornjih Slaveč v Moravske Toplice, kjer je bil duhovnik vse do smrti. Soproga mu je bila Ružena (po rodu Slovakinja), ki jo je spoznal v Bratislavi. Imela sta dva sina in eno hčerko.
Sin Aleksander Erniša je leta 2025 postal četrti škof Evangeličanske cerkve augsburške veroizpovedi v Sloveniji.